# István Sándorfi

István Sándorfi

István Sándorfi (în maghiară Sándorfi István, în franceză Étienne Sandorfi, (n. 12 iunie 1948, Budapesta, Ungaria - d. 26 decembrie 2007, Paris, Franța) a fost un pictor maghiar, reprezentant al curentului hiperrealist.

## Biografie
Tatăl lui fiind director al companiei americane IBM; în cadrul unui proces spectacol în 1950 a fost trimis în închisoare. A fost eliberat în anul revoluției ungare din 1956, când împreună cu familia a părăsit Ungaria, stabilindu-se mai întâi în Austria, apoi în Spania și Germania și în cele din urmă, în 1958 în Franța. Din acel moment și până la decesul său din 2007, Sándorfi a trăit în această țară. Și-a luat diploma în École Supérieure des Beaux Arts din Paris. A urmat și cursurile din École des Arts décoratifs.
Are două fiice, Ange (n. 1974) și Eve (n. 1979). 
A decedat în data de 26 decembrie 2007, în urma unei boli prelungite, într-un spital din Paris. După ce în 2 ianuarie 2008 Parisul și-a adus ultimul omagiu, a fost înmormântat, conform cu ultima sa dorință, în cimitirul din Kispest, Budapesta. 

## Opera
În copilărie mai mult desena, dar la 12 ani deja picta în ulei. 
Din anii '70 a fost propriul model, deaorece nu-i plăcea să fie privit în timp ce lucra. 
Prima expoziție a avut-o într-o mică galerie din Paris. Iar prima importantă, mare expoziție în 1973 în Musée d'Art Moderne de la Ville de Paris. 
După aceasta a avut expoziții în multe galerii mari din lume din orașe precum Copenhaga, Roma, München, Bruxelles, Basel, New York, Los Angeles și San Francisco.
S-a întors în Ungaria abia în anul 2006 cu ocazia primului său vernisaj din Budapesta, care a mai fost urmat de unul în Debrecen în 2007.
Picturile sale reprezentau adesea obiecte, mișcări, situații, poziții stranii. În perioda 1970-1980 recurgea des la culorile albastru și mov precum și combinațiile reci ale acestora. În anii '80 picta mai ales forme feminine și natură moartă. După 1988 obiectul picturilor sale a fost mai ales femeia. 

## Expoziții
- 1966 - Galerie des Jeunes, Paris • Galerie de la Barbière, Le Barroux
- 1970 - Galerie 3+2, Paris
- 1973 - M. d'Art Moderne de la Ville de Paris
- 1974 - Galerie Daniel Gervis, Paris
- 1975 - Galerie Beaubourg, Paris
- 1976 - Bucholz Galerie, München
- 1977, 1980 - Galerie Isy Brachot, Bruxelles
- 1978, 1981, 1983 - Galerie Isy Brachot, Paris
- 1979 - FIAC, Galerie Isy Brachot, Paris
- 1981 - Galerie Isy Brachot, Basel
- 1982 - Amaury Taitinger Gallery, New York
- 1984 - FIAC, Galerie Isy Brachot, Paris
- 1986 - Galerie Lavignes-Bastille, Paris - Galerie de Bellecour, Lyon
- 1987 - Lavignes-Bastille Gallery, Los Angeles - Hôtel de Ville, Nancy
- 1988 - Armory Show '88, Lavignes-Bastille Gallery, New York - Abbaye des Cordeliers, Châteauroux (retrospectiv) - Louis K. Meisel Gallery, New York - FIAC, Galerie Lavignes-Bastille, Paris
- 1991 - Galerie Prazan-Fitussi, Paris
- 1993 - Galerie Guénéguaud, Paris - Galerie Mann, Paris
- 1994, 1997 - Jane Kahan Gallery, New York
- 1999 - Galerie Tempera, Bruxelles
- 1999-2000 - Gallerihuset, Copenhaga
- 2006 - Erdész-Maklári Galéria, Budapesta
- 2007 - A test színeváltozása. Életműkiállítás, MODEM, Debrecen.

## Distincții, decorații
În Franța a fost decorat cu Ordre des Arts et des Lettres. 